# 영식필 산신도 백운사본
영식필 산신도 백운사본(永植筆 山神圖 白雲寺本)은 대한민국 충청남도 보령시 성주면, 백운사에 있는 조선시대의 산신도이다. 2014년 9월 1일 충청남도의 문화재자료 제422-1호로 지정되었다.

## 개요
보령 성주산 남서릉에 위치한 백운사는 주불전인 극락전과 요사로 이루어진 규모가 작은 사찰이다. 요사에는 불상과 불화를 봉안하는 감실이 마련되어 있으며 그 안에는 1694년에 조성된 목조보살좌상이 모셔져 있고 그 오른편에 1869년에 제작된 산신도가 걸려 있다.
산신도의 화기에는 “同治八年己巳十月十四日奉安于公忠右道藍浦北嶺聖住山白雲寺山神幀”이라 적혀있다. 화기에 기록된 公忠右道는 충청남도의 옛 명칭으로, 공청도는 1825년(순조 25년)에 사용되었다가 1834년에 충청도로 고쳤다가 1862년(철종 13년)에 공충도로 개칭되었다. 특히 이 화기를 통해 이 불화가 성주산 백운사 산신탱화로 조성되었다는 사실을 확인할 수 있다. 산신도를 조성한 永植은 알려지지 않은 화승이며 <백운사 산신도>가 현재 알려진 그의 유일한 작품이다.
조선 후기 산신도는 소나무 아래에 있는 산신 즉, 樹下人物圖의 형식을 하고 있다. 《백운사 산신도》 또한 화면 오른편에 소나무가 서 있고 그 아래에 이 불화의 주인공인 山神이 호랑이에 기대어 앉아 있다. 호랑이를 기댄 산신의 자세는 조선 후기 산신도에서 볼 수 있는 가장 보편적인 모습으로 화면 속의 산신은 하얀 눈썹과 수염을 인자한 얼굴을 하고 있으며 머리에는 유건을 쓰고 도포를 걸친 仙人의 형상을 하고 있고 어깨에는 선인을 의미하는 나뭇잎을 걸치고 있다. 일반적으로 산신은 지물로 파초선과 같은 부채나 불로초, 지팡이 등을 들고 있으나 <백운사 산신도>의 산신은 특이하게 용뿔을 들고 있다. 산신과 호랑이 주변에는 4인의 동자와 동녀가 서 있으며 이들 중 3인은 과일을 든 果盤을 들고 있다. 색채는 황색 바탕에 산신을 비롯한 동자, 동녀는 홍색과 녹색을 사용해 화면에서 부각시키고 인물에 둘러싸인 호랑이는 황색을 칠해 그 존재감을 부각시켰다.
조선 후기 산신도는 현재 18세기 이후에 조성된 작품만이 전하고 있다. 이 중 충남 지역의 산신도는 19세기 후반에서 20세기 전반에 제작한 산신도가 집중되어 있으며, 이 중 제작시기와 제작자가 밝혀진 예는 《백운사 산신도》(1869년), 《수덕사 산신도》(1877년), 《마곡사 영은암 산신도》(1918년), 《무량사 산신도》(1920년), 《대련사 극락전 산신도》(1924년), 《갑사 신흥암 산신도》(1933년) 등에 불과하다.

## 지정 사유
영식필 산신도 백운사본은 충남 지역의 현전하는 산신도 가운데 제작연대가 앞서는 사례이자, 산신에 기대 앉은 호랑이, 과반을 든 동자와 동녀 등 19세기 산신도의 형식을 잘 반영하고 있으며 전체적인 구성과 표현이 우수하다.

## 같이 보기
- 영식필 산신도 장곡사본 - 충청남도 문화재자료 제422-2호

## 참고 자료
- 영식필산신도백운사본 - 국가유산청 국가유산포털